# Bernardo Atxaga
Bernardo Atxaga és el pseudònim literari de José o Joseba Irazu Garmendia, escriptor basc nascut a Asteasu, Guipúscoa, el 1951. Ha estat guardonat amb diversos premis, entre els quals les cinc ocasions en què ha guanyat el Premi de la Crítica de narrativa basca per: Bi anai (1985), Obabakoak (1988), Gizona bere bakardadean (1993), Soinujolearen semea (2003) i Nevadako egunak (2013). Ha estat amplament traduït al català.

## Biografia
Llicenciat en economia per la Universitat de Bilbao, i en filosofia per la Universitat de Barcelona, ha treballat d'economista, llibreter, professor d'èuscar, ha estat involucrat en el món de l'edició editorial, i ha estat guionista de ràdio. El 1980 va decidir dedicar-se exclusivament a escriure.
El primer cop que va publicar un text va ser el 1972, en una antologia d'escriptors bascs. El seu primer relat, «Ziutateak» («Sobre la ciutat»), es va publicar el 1976. La seva primera antologia poètica, Etiopia («Etiòpia»), va sortir a la llum el 1978. Ha escrit obres de teatre, lletres de cançons, novel·les i narrativa curta. El seu llibre de relats anomenat Obabakoak ("Persones i coses d'Obaba"), publicat el 1988, guanyador del Premi Nacional de narrativa de les Lletres Espanyoles i traduït a vint llengües, es va convertir en una pel·lícula el 2006 pel director Montxo Armendáriz. El 2003 va publicar Soinujolearen semea (El fill de l'acordionista), novel·la en la qual parla de la desaparició del món d'Obaba, introduït en el recull anteriorment esmentat. El setembre de 2004 va aparèixer la traducció catalana d'aquesta novel·la, El fill de l'acordionista, en traducció de Pau Joan Hernàndez, publicada per Edicions 62.
El 2006 va esdevenir membre de l'Acadèmia de la Llengua Basca (Euskaltzaindia). El 2019 se li concedix el Premi Nacional de les Lletres. Avui en dia l'autor resideix en un poble d'Àlaba.

## Obra
Moltes obres d'aquest autor han estat traduïdes al català. A continuació, entre els títols originals, en remarquem algunes, basant-nos en la fitxa de l'autor a Visat, la revista de traducció del PEN Català. Quan no se sap a quin original pertany la traducció, s'hi posa al final de la llista d'obres en versió original.

### Novel·les
- Behi euskaldun baten memoriak ("Memòries d'una vaca basca", Pamiela, 1991)
  - Memòries d'una vaca. Traducció de Teresa Maria Castanyer Bachs (Barcelona: Cruïlla, 1999)
- Gizona bere bakardadean ("L'home solitari", Pamiela, 1993)
  - L'home sol. Traducció de Pau Joan Hernàndez (Alzira: Bromera, 1995) [2a ed. Barcelona: Círculo de Lectores, 1995; 3a ed. Barcelona: Columna, 1995.]
- Zeru horiek (1995)
  - Aquells cels. Traducció de Pau Joan Hernández (Barcelona: La Magrana, 2000)
- Soinujolearen semea (El fill de l'acordionista, 2003)
  - El fill de l'acordionista. Traducció de Pau Joan Hernández (Barcelona: Edicions 62, 2004) [2a ed. 2007]
- Zazpi etxe Frantzian (2009)
  - Set cases a França. Traducció de Xavier Ballesteros Marqués i Núria Pujol i Valls (Madrid: Alfaguara, 2009)
- Nevadako egunak (2013). Premi Euskadi de Literatura en basc
- Casas y tumbas (2020)[5]

### Relats
- Bi anai ("Dos germans" Erein, 1985)
- Bi letter jaso nituen oso denbora gutxian (Erein, 1985)
  - Dues letters. Traducció de Marta Hernández (Barcelona: Ediciones B, 1990)
- Obabakoak (Erein, 1988)
  - Obabakoak. Traducció de Marta Hernández (Barcelona: Ediciones B, 1990). [2a ed. Barcelona: La Magrana, 2000; 3a ed. Barcelona: Edicions 62, 2006]
- Henry Bengoa inventarium, Sugeak txoriak begiratzen dionean, Zeru horiek (Erein, 1995)
- Sara izeneko gizona ("L'home anomenat Sara", Pamiela, 1996)
  - Un espia anomenat Sara. Traducció de Carme Geronès i Planagumà (Barcelona: Cruïlla, 1997, 143 p) [2a ed. 2004]
- Un traductor a París i altres relats. Traducció de Pau Joan Hernàndez (Barcelona: Edicions La Magrana, 2000)

### Obra poètica
- Etiopia ("Etiòpia", Pott, 1978),
- Nueva Etiopia ("Nova Etiòpia", Detursa, 1997)
- Poemes & híbrids. Traducció de Vicenç Llorca (Alzira: Bromera, 1994)

### Llibres infantils
- Chuck Aranberri dentista baten etxean ("En Chuck Aranberri al dentista", Erein, 1985)
  - Chuck Aranberri a cal dentista. Traducció de Josep Daurella i Nadal (Barcelona: La Magrana, 1990)
- Nikolasaren abenturak, Ramuntxo detektibe (Elkar 1979)
  - Nikolasa: històries i cabòries. Traducció de Josep Daurella i Nadal (Barcelona: Ediciones B, 1989)
  - Nikolasa: històries i cabòries, amb il·lustracions de Pep Montserrat. Traducció de Josep Daurella Ravera (Barcelona: La Magrana, 1998)
  - Ramuntxo detectiu, amb il·lustracions de Pep Montserrat. Traducció de Josep Daurella Ravera (Barcelona: La Magrana, 1998)
- Siberiako ipuin eta kantak ("Històries i cançons de Sibèria", Erein)
- Jimmy Potxolo, Antonino apreta, Asto bat hipodromoan, Txitoen istorio, Flannery eta bere astakiloak (Elkar)
  - Un ase a l'hipòdrom; i Jimmy Potxolo, amb il·lustracions de Montserrat Ginesta i Clavell. Traducció de Toni de la Torre Chocano (Alzira: Bromera, 1992)
  - Antonino Apreta i Història d'uns pollets, amb il·lustracions de Roser Capdevila. Traducció de Toni de la Torre Chocano (Alzira: Bromera, 1992)
- Xolak badu lehoien berri (Erein, 1995)
  - Xolla i els lleons. Traducció de Núria Prats (Barcelona: Cruïlla, 1995)
- Xola eta basurdeak ("Xola i els senglars", Erein 1996) - guanyador del Premi Basc de Literatura Infantil el 1997
  - Xola i els senglars. Traducció de Goreti López Heredia (Barcelona: Cruïlla, 1998)
- Mundua eta Markoni ("El món i en Markoni", BBK fundazioa, 1995)
- La xola i l'angelet. Traducció de Pau Joan Hernàndez (Barcelona: Cruïlla, 2005)
- Bambulo. La crisi, amb il·lustracions de Mikel Valverde. Traducció de Sofía Ruy-Wamba. Barcelona: Grup Promotor d'Ensenyament i Difusió del Català, 1999.
- Bambulo. Els primers passos, amb il·lustracions de Mikel Valverde. Traducció de Sofía Ruy-Wamba. Barcelona: Grup Promotor d'Ensenyament i Difusió del Català, 1999. [2a ed. 2003]
- La gent del meu poble, amb il·lustracions de Mikel Valverde. Traducció de Begonya Soler Soriano. Barcelona: Círculo de Lectores, 2005.
- Marquès. Traducció de Josep Maria Fonalleras i Codony. Barcelona: Arcadia Atmarcadia, 2007.
- La Xola i l'Angelet. Traducció de Pau Joan Hernàndez. Barcelona: Cruïlla, 2009.

### Altres
- Ziutateak (1976)
- A partir d'un conte seu, es va rodar la pel·lícula Aitona Martin Eta Biok (2004)[6]